# Mouvement national congolais-Kalonji
 (mai 2024).
La mise en forme du texte ne suit pas les recommandations de Wikipédia : il faut le « wikifier ».
Les points d'amélioration suivants sont les cas les plus fréquents :
- Les titres sont pré-formatés par le logiciel. Ils ne sont ni en capitales, ni en gras.
- Le texte ne doit pas être écrit en capitales (les noms de famille non plus), ni en gras, ni en italique, ni en « petit »…
- Le gras n'est utilisé que pour surligner le titre de l'article dans l'introduction, une seule fois.
- L'italique est rarement utilisé : mots en langue étrangère, titres d'œuvres, noms de bateaux, etc.
- Les citations ne sont pas en italique mais en corps de texte normal. Elles sont entourées par des guillemets français : « et ».
- Les listes à puces sont à éviter, des paragraphes rédigés étant largement préférés. Les tableaux sont à réserver à la présentation de données structurées (résultats, etc.).
- Les appels de note de bas de page (petits chiffres en exposant, introduits par l'outil «  Source ») sont à placer entre la fin de phrase et le point final[comme ça].
- Les liens internes (vers d'autres articles de Wikipédia) sont à choisir avec parcimonie. Créez des liens vers des articles approfondissant le sujet. Les termes génériques sans rapport avec le sujet sont à éviter, ainsi que les répétitions de liens vers un même terme.
- Les liens externes sont à placer uniquement dans une section « Liens externes », à la fin de l'article. Ces liens sont à choisir avec parcimonie suivant les règles définies. Si un lien sert de source à l'article, son insertion dans le texte est à faire par les notes de bas de page.
- La présentation des références doit suivre les conventions bibliographiques. Il est recommandé d'utiliser les modèles {{Ouvrage}}, {{Chapitre}}, {{Article}}, {{Lien web}} et/ou {{Bibliographie}}. Le mode d'édition visuel peut mettre en forme automatiquement les références.
- Insérer une infobox (cadre d'informations à droite) n'est pas obligatoire pour parachever la mise en page.

Pour une aide détaillée, merci de consulter Aide:Wikification.
Si vous pensez que ces points ont été résolus, vous pouvez retirer ce bandeau et améliorer la mise en forme d'un autre article.
Le Mouvement national congolais-Kalonji est un parti politique présidé par Albert Kalonji en République démocratique du Congo, né en 1959 d'une division du Mouvement national congolais de Léopoldville.

## Naissance
À l'origine, le Mouvement national congolais-Kalonji nait d'une scission en deux tendances du Mouvement national congolais crée par Patrice Lumumba pour l'indépendance du Congo belge. Une tendance manifeste l'indépendance totale du Congo belge (les "radicaux") tandis que l'autre aspire à une indépendance en préservant les fondements politiques en place et un soutien belge (les "modérés"). Albert Kalonji, dirigeant du MNC à l'échelle provinciale au Kasaï et fondateur du parti du Mouvement national congolais-Kalonji en devenir, fait partie de la tendance des "modérés".
En 1959, à l'aube de la conférence de la Table ronde et de la déclaration de l'indépendance, des critiques adressées à l'égard de Lumumba (exprimées notamment par Joseph Iléo et Joseph Ngalula) mène à une scission dans l'aile dite "modérée" du mouvement en deux tendances : d'une part celle de Lumumba (unitariste) et d'autre part celle de Kalonji (fédéraliste).
Lorsque Kalonji se sépare du MNC en juillet 1959, il souligne notamment dans une interview: 
"Nous étions devenus des adversaires politiques : lui était unitariste, moi fédéraliste allié à Kasa-Vubu (…). Dès que Lumumba a mis pied à Bruxelles, on n’a plus parlé de moi ! Il y en avait que pour lui. Toutes les déclarations de la Table Ronde devenaient siennes …".
Le MNC-Kalonji est créé sur base de l'ethnie Luba.
La présidence du MNC-Kalonji est assumée dès l'indépendance en 1960 par Albert Kalonji.

## Positions politiques
Le MNC-Kalonji s'organise en Cartel avec l'Abako et le P.S.A dès le 22 novembre 1959.
Lors du Congrès de Kisantu du 24 au 27 décembre 1959 ayant eu lieu à l'initiative de l'Abako, du MNC-Kalonji, le PSA et le Parti du peuple (les partis du Cartel), des résolutions sont adoptées et font ressortir la volonté du Cartel d'une indépendance immédiate et totale du Congo. De ces résolutions ressort également l'intention d'organiser des élections législatives afin de former un gouvernement.
En octobre et novembre 1959, le MNC-Kalonji se prononce en faveur du fédéralisme.

## Le MNC-Kalonji à laTable ronde
Le 20 janvier 1960, le MNC-Kalonji participe à la Conférence de la Table ronde à Bruxelles, dans laquelle il est représenté parmi les délégations congolaises à travers le Cartel.
Cette rencontre, lors de laquelle des résolutions sur la future indépendance du Congo belge ont été adoptées et sa date fixée au 30 juin de la même année, a ouvert la voie aux révoltes de diverses sécessions de 1959, dont la scission du MNC.
Le MNC-Kalonji compte parmi les partis ayant posé comme exigence au ministre August de Schryver en décembre 1959 que des conseillers soient présents dans les délégations congolaises participant à la Table ronde.
Jules Gérard Libois est le conseiller du MNC-Kalonji à la Table ronde.
Le MNC-Kalonji défend le fédéralisme à la Table ronde, mais ce sont des structures unitaires qui sont mises en place avec une décentralisation vers les provinces.

## Elections
En raison de négocations n'ayant pas abouti, le MNC-Kalonji s'oppose à la participations aux élections locales de décembre en 1959 et demande à son parti de s'en abstenir.
Kalonji précise la position de son parti en déclarant le 15 décembre que "les candidats M.N.C. se sont inscrits au Kasaï, en prévision d’un résultat heureux des conversations avec le Ministre. La situation étant ce qu’elle est, le M.N.C. s’abstiendra de participer aux élections".
Lors des premières élections officielles organisées de mai à juin 1960, le MNC-Kalonji est l'un des quarante partis politiques y participant.
Aux élections de mai 1960, le MNC Kalonji remporte dans la région du Kasai vingt et un sièges au niveau provincial (sur 420) et huit sièges au niveau national (sur 137). En dehors du Kasai, le MNC Kalonji recense un élu à Elisabethville.

## Le MNC-Kalonji après l'indépendance duCongo
Le MNC Kalonji obtient huit sièges au parlement. Il ne fait pas partie du gouvernement constitué par Lumumba.
Après le 4 juillet 1960 et les élections législatives, lors du premier conseil des ministres, des partisans du MNC-Kalonji se réunissent devant le parlement et réclament la démission de Lumumba et la montée au pouvoir de Kalonji. Ils veulent renverser le gouvernement.

## Membres du MNC-Kalonji
Le MNC-Kalonji compte notamment les membres suivants:
Albert Kalonji est le fondateur du MNC-Kalonji.
Joseph Iléo est le cofondateur du MNC-Kalonji.
Frédéric Mwamba occupe la fonction de secrétaire du MNC-Kalonji.
Jules Gérard-Libois est le conseiller du MNC-Kalonji à la Table ronde.
Joseph N'galula.

## La question du fédéralisme post MNC-Kalonji
Cette question a notamment été soulevée en 2001: 
« Les politiciens des années 60 demandaient à la table Ronde de Bruxelles un statut fédéral (…). Quant à nous, nous ne cessons de répéter : la centralisation nuit à la production des forces. (…) la constitution de Luluabourg de 1964 est un outil de travail. La nouvelle constitution doit offrir au monde les lois organiques qui doivent régir jusqu´à la nuit des temps l´Union du peuple congolais. Toutes les provinces, la démocratie communale… Nous pensons que le partage du pouvoir permettrait aux provinces qui forme l´Union, de se gouverner elles-mêmes dans tout ce qui ne regarde que leur prospérité intérieure, sans que la nation entière, représentée par l´Union, cesse de faire corps et de pouvoir à tous ses besoins généraux. ».
Elle a encore été soulevée en 2006:
"La démocratie est garantie par le fédéralisme (…) la configuration qu´on nous propose ne peut fonctionner et les pouvoirs exorbitants octroyés au Président de la République ne peuvent qu´engendrer conflits et récriminations futurs. Le fédéralisme donne à tous les groupes du pays une légitimité égale, ce qui rend les pouvoirs réellement indépendants les uns des autres".